# 葉公大
葉公大，字纯仁，福建福州府闽县人，明朝政治人物、進士出身。

## 生平
天顺三年（1459年）福建己卯乡试中舉。天顺四年（1460年）聯捷庚辰科進士，担任户部主事。